# Hyères-i csata
A Hyères-szigeteki tengeri csata 1795. július 13-án zajlott le a Hyères-szigetek egy csoportja mellett a francia Földközi-tenger partján, körülbelül 25 km-re keletre Toulontól. A csatában a brit flotta elővédje üldözte a francia flotta utóvédjét. A legutolsó francia hajó, az Alcide, mielőtt feladták volna, felrobbant.

## Előzmények
A genovai csata (a Noli-fok) után, a franciák, miután elveszítették a Ça Ira-t  és Censeur-t, visszavonultak a Hyères-szigetekhez.
A Victoire, a Timoleon és a Berwick, valamint az Alceste és Minerve fregatt a touloni kikötőbe mentek javításra, így a flotta-kötelékben csak 11 sorhajó maradt.
1795. április 4-én egy hat hetvennégy ágyús hajóból álló hajóraj érkezett négy fregattal támogatva, Renaudin ellentengernagy vezetésével Brestből.
Májusban egy lázadás tört ki a touloni helyőrségben, míg a hajók Renaudin hűségén maradtak. Renaudin hajói Toulon kikötője és az odavezető út közti tengerszakaszon horgonyoztak le, hogy  megvédjék a kikötőt egy lehetséges angol támadástól. Eközben  Joseph Niou-t egy haditengerészeti mérnököt bízott meg azzal, hogy tartson rendet a tengerészek között, és hogy "fojtsa a vérbe a köztársaság ellenségeit".
Június 7-én a francia flotta útra kelt.

## A csata
Június 7-én délután az Agamemnon fedezte fel a francia hajókat. Este a franciákat kereste és a következő reggel az Agamemnon ágyú tűzzel jelzett a brit flottának.  9.30-kor, a 17 hajós francia hajóraj rátalált a 22-hajós hajórajra a Fiorenzo-öbölben, köztük hat háromfedélzetesre.
Martin admirális igyekezett elkerülni csatát, úgy vélte, hogy tűzerőben és létszámban az ellenség felülmúlja, ezért a Fréjus-öböl felé menekült, a britek pedig üldözőbe vették. Éjfélkor a brit hajórajt tájékoztatták a két korvettről: a Fleche-ről és Cyclopsról, hogy a franciák a Hyères-szigetektől délre vannak.
Másnap reggel újra utolérték őket és a brit tengernagy általános támadást rendelt el.A francia hajóraj nyugalomban volt és a hátvédjük hamarosan összetűzésbe került a brit elővéddel, amely Victory, Culloden és Cumberland-ból állt, anélkül, hogy segítséget kaptak volna a hajóraj többi részétől. Tüzérségi párbaj robbant ki, a hátvéd legnagyobb francia hajója, az  Alcide szétlőtte a Culloden kötélzetét, és a Victory főárbócát . Ennek ellenére a hajó áttörte a legkülső francia vonalat, és a  Justice és az Alceste vontatókötélre vette és a Victory ágyútűzzel fedezte.
A francia hajóraj nagy része kész volt  beavatkozni az Alcide megmentésére, tűz ütött ki rajta az előtér tetején. Fél órával később felrobbant:  a veszteség mintegy 300 fő a legénységből, míg a többi 300-at a brit hajók megmentették.
Miután az Alcide felrobbant , a franciák Toulonba, a britek San-Fiorenzóba, majd Livornóba vonultak vissza.

## Csatarend
| Orient                  | 120 | Pierre Martin altengernagy Lapalisse kapitány              |                                 |
| Tonnant                 | 80  | Jean-Louis Delmotte ellentengernagy Julien Cosmao kapitány |                                 |
| Victoire                | 80  | Savary kapitány                                            |                                 |
| Généreux                | 74  | Louit kapitány                                             |                                 |
| Heureux                 | 74  | La Caille kapitány                                         |                                 |
| Barra                   | 74  | Maureau kapitány                                           |                                 |
| Guerrier                | 74  | Louis-Antoine Infernet kapitány                            | visszatért a kikötőbe           |
| Mercure                 | 74  | Lindet-Lalonde kapitány                                    | visszatért a kikötőbe           |
| Alcide                  | 74  | Leblond-Saint-Hilaire kapitány                             | Kigyulladt, 300 ember veszteség |
| Timoléon                | 74  | Charbonnier kapitány                                       |                                 |
| Duquesne                | 74  | Lallemand kapitány                                         |                                 |
| Peuple Souverain        | 74  | Lindet-Lalonde kapitány                                    |                                 |
| Berwick                 | 74  | Pierre Dumanoir le Pelley kapitány                         |                                 |
| Junon                   | 32  | Amand-le-Duc                                               |                                 |
| Friponne                |     | Villeneuve                                                 |                                 |
| Minerve                 | 40  | Delorme                                                    |                                 |
| Artémise                | 32  | Décasse                                                    |                                 |
| Alceste                 |     | Hubert                                                     |                                 |
| Sérieuse                | 32  | Saulnier                                                   |                                 |
| Brune                   |     | Nieuport                                                   |                                 |
| Badine                  |     | Trulet                                                     |                                 |
| Alerte                  |     | Le Mèle                                                    |                                 |
| Hasard                  |     | Dumay                                                      |                                 |
| Scot                    |     | Dumeny                                                     |                                 |
| Forrás: Granier, p. 108 |     |                                                            |                                 |

| Jemmapes                | 74 | Jean François Renaudin ellentengernagy Lafon kapitány |  |
| Tyrannicide             | 74 | Alain-Joseph Dordelin kapitány                        |  |
| Jupiter                 | 74 | Richery kapitány                                      |  |
| Révolution              | 74 | Faye kapitány                                         |  |
| Aquilon                 | 74 | Laterre kapitány                                      |  |
| Républicain             | 74 | Honoré Joseph Antoine Ganteaume kapitány              |  |
| Justice                 | 40 | Dalbarade                                             |  |
| Alceste                 | 36 |                                                       |  |
| Embuscade               | 32 | Emeriau                                               |  |
| Félicité                | 32 |                                                       |  |
| Forrás: Granier, p. 108 |    |                                                       |  |

### Brit-nápolyi flotta
William Hotham altengernagy parancsnoksága alatt

Brit hajók

Britannia, 100 ágyú, William Hotham admirális, John Holloway kapitány 

Victory, 100 ágyú, Robert Man ellentengernagy, John Knight kapitány

Princess Royal, 98 ágyú, Samuel Goodall altengernegy, John Purvis kapitány

St George, 98 ágyú, Sir Hyde Parker altengernagy, Thomas Foley kapitány 

Windsor Castle, 98 ágyú,  Robert Linzee altengernagy, John Gore kapitány

Blenheim, 90 ágyú, John Bazely kapitány

Gibraltar, 80 ágyú , John Pakenham kapitány

Captain, 74  ágyú, Samuel Reeve kapitány

Fortitude, 74  ágyú, William Young kapitány

Bombay Castle, 74  ágyú, Charles Chamberlayne kapitány

Saturn, 74  ágyú, James Douglas kapitány

Cumberland, 74  ágyú, Bartholomew Rowley kapitány

Terrible, 74  ágyú, George Campbell kapitány

Defence, 74  ágyú, Thomas Wells kapitány

Egmont, 74  ágyú, John Sutton kapitány

Culloden, 74  ágyú, Thomas Troubridge kapitány

Bedford, 74  ágyú,  Davidge Gould kapitány

Courageux, 74  ágyú,  Benjamin Hallowell kapitány

Audacious, 74  ágyú,  William Shield kapitány

Agamemnon, 64  ágyú, Horatio Nelson

Diadem, 64  ágyú,  Charles Tyler kapitány

Meleager, 32  ágyú, George Cockburn kapitány

Cyclops, 28  ágyú,  William Hotham kapitány

Ariadne, 24  ágyú, Plampin kapitány

Comet, 14  ágyú

Eclair, 20  ágyú

Fleche, 20  ágyú, Thomas Boys parancsnok

Moselle, 18  ágyú, Charles Brisbane parancsnok

Mutine, 12  ágyú

Resolution, kutter

Nápolyi hajók

Guiscardo, 74 ágyú

Sammbita, 74 ágyú

## Képek

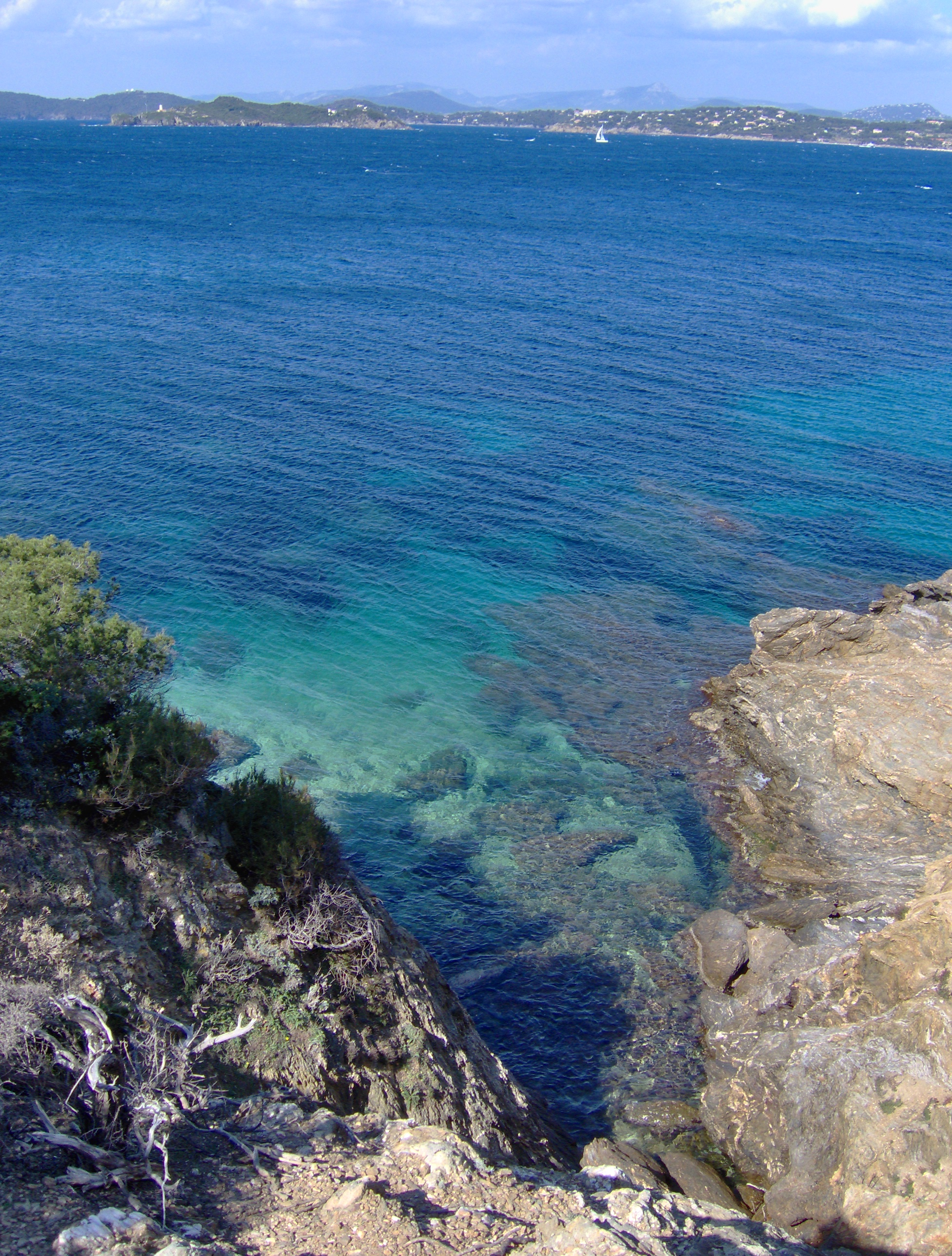
Hyères-szigetek
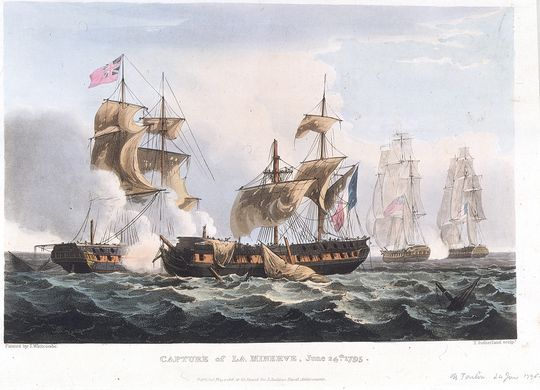
Minerva francia fregatt
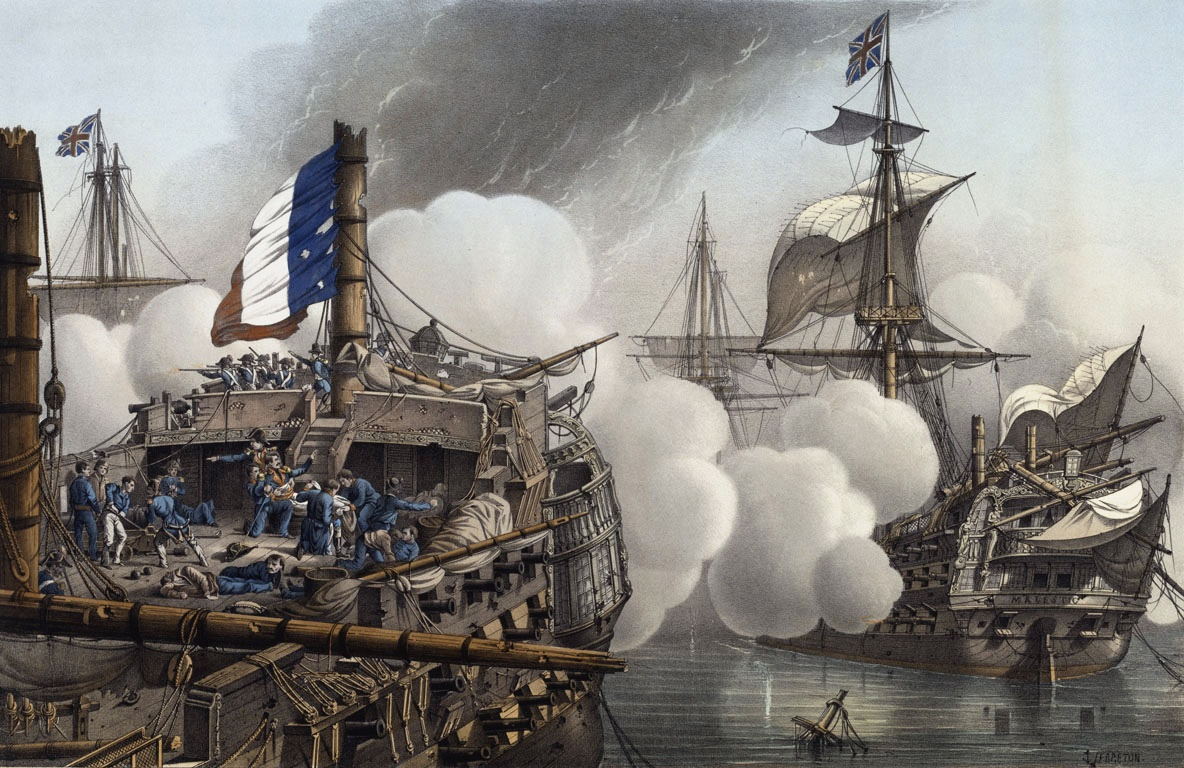
Tonnant

## Fordítás
- Ez a szócikk részben vagy egészben  a   Naval Battle of Hyères Islands című angol Wikipédia-szócikk fordításán alapul.  Az eredeti cikk szerkesztőit annak laptörténete sorolja fel. Ez a jelzés csupán a megfogalmazás eredetét és a szerzői jogokat jelzi, nem szolgál a cikkben szereplő információk forrásmegjelöléseként.